# Olympijské muzeum
Olympijské muzeum (francouzsky: Musée olympique) je muzeum ve švýcarském městě Lausanne (v přístavu Ouchy). Je věnováno dějinám olympijského hnutí. S více než 10 000 exponáty je největším archivem pamětihodností olympijských her na světě. Je jedním z hlavních turistických lákadel Lausanne. Každoročně ho navštíví více než 250 000 lidí. Sídlo Mezinárodního olympijského výboru (MOV) se nachází nedaleko. Muzeum bylo založeno 23. června 1993 z iniciativy tehdejšího prezidenta MOV Juana Antonia Samaranche. Architektonický projekt připravil Mexičan Pedro Ramírez Vázquez. V roce 1995 bylo zvoleno Evropským muzeem roku. Po 23 měsících rekonstrukce v letech 2012 až 2013 bylo znovu otevřeno 21. prosince 2013. Díky rekonstrukci se plocha muzea zvětšila z 2000 na 3000 m2. Stálá expozice je uspořádána do tří okruhů: Olympijský svět (antické dějiny a počátky moderního olympismu), Olympijské hry a Olympijský duch. Každý okruh je představen na samostatném podlaží. Oblíbeným exponátem je sbírka všech olympijských pochodní. Zejména část Olympijský duch je interaktivní a návštěvníci si zde mohou vyzkoušet své sportovní dovednosti. Budova muzea je obklopena parkem s mnoha sochami se sportovní tematikou. Mezi nejvýznamnější vystavená díla patří sochy Americký atlet od Augusta Rodina, Fotbalisté od Niki de Saint Phalle, Jeune Fille a la Balle Fernanda Botera a kinetická socha Jeana Tinguelyho. Muzeum se nachází přímo u Ženevského jezera, takže návštěvníci mohou návštěvu spojit s prohlídkou přírodní scenérie.